# Nikołaj Szerszewski
Nikołaj Siergiejewicz (Karpiel Rafaiłowicz) Szerszewski (ros. Николай Сергеевич (Карпель Рафаилович) Шершевский, ur. 28 września 1897 w Newlu, zm. 26 lutego 1939 w Moskwie) – funkcjonariusz radzieckich służb specjalnych w stopniu majora bezpieczeństwa państwowego.

## Życiorys
Urodził się w rodzinie żydowskiego fryzjera. Do 1910 skończył dwie klasy szkoły miejskiej w Newlu, później był uczniem w warsztacie, od sierpnia 1914 do listopada 1916 pracował jako tokarz metalowy w fabryce w Piotrogrodzie. Od listopada 1916 do maja 1918 służył w rosyjskiej armii jako kanonier w pułku artylerii, a od maja 1918 do listopada 1919 w Armii Czerwonej, w listopadzie 1919 został funkcjonariuszem Czeki w Witebsku, w grudniu 1920 przyjęto go do partii komunistycznej RKP(b). Od listopada 1921 do lutego 1922 był szefem sekcji śledczej Wydziału Ekonomicznego Piotrogrodzkiej Czeki, później Pełnomocnego Przedstawicielstwa (PP) GPU/OGPU Leningradzkiego Okręgu Wojskowego, od listopada 1926 do kwietnia 1927 był szefem Sekcji Śledczej Leningradzkiego Okręgowego Wydziału Transportowego OGPU. Od kwietnia do października 1927 był p.o. szefa gubernialnego oddziału GPU w Wołogdzie, od października 1927 do kwietnia 1932 szefem Wydziału Operacyjnego Zarządu Ochrony Pogranicznej i Wojsk GPU i pomocnikiem szefa tego Zarządu PP OGPU Leningradzkiego Okręgu Wojskowego, a od 15 kwietnia 1932 do 10 lipca 1934 szefem GPU Karelskiej ASRR. Od 15 lipca 1934 do 27 grudnia 1935 był szefem Zarządu NKWD Karelskiej ASRR, a od 27 grudnia 1935 do 17 maja 1936 szefem Zarządu Milicji Robotniczo-Chłopskiej Zarządu NKWD Kraju Wschodniosyberyjskiego, 23 marca 1936 otrzymał stopień majora bezpieczeństwa państwowego. Od maja 1936 do maja 1938 był zastępcą szefa Zarządu Milicji Robotniczo-Chłopskiej Zarządu NKWD obwodu moskiewskiego, a od 31 maja do 17 czerwca 1937 p.o. szefa tego zarządu milicji, następnie został skierowany do pracy w Turkmeńskiej SRR. Był dwukrotnie odznaczony Odznaką Honorowego Funkcjonariusza Czeki/GPU.
W czerwcu (lub 5 sierpnia) 1938 został aresztowany, a 26 lutego 1939 skazany na śmierć przez Wojskowe Kolegium Sądu Najwyższego ZSRR pod zarzutem udziału w dywersyjno-terrorystycznej organizacji kierowanej przez Jagodę oraz szpiegostwa na rzecz polskiego wywiadu. Rozstrzelany. 24 lutego 1989 pośmiertnie go zrehabilitowano.